# Biluochun

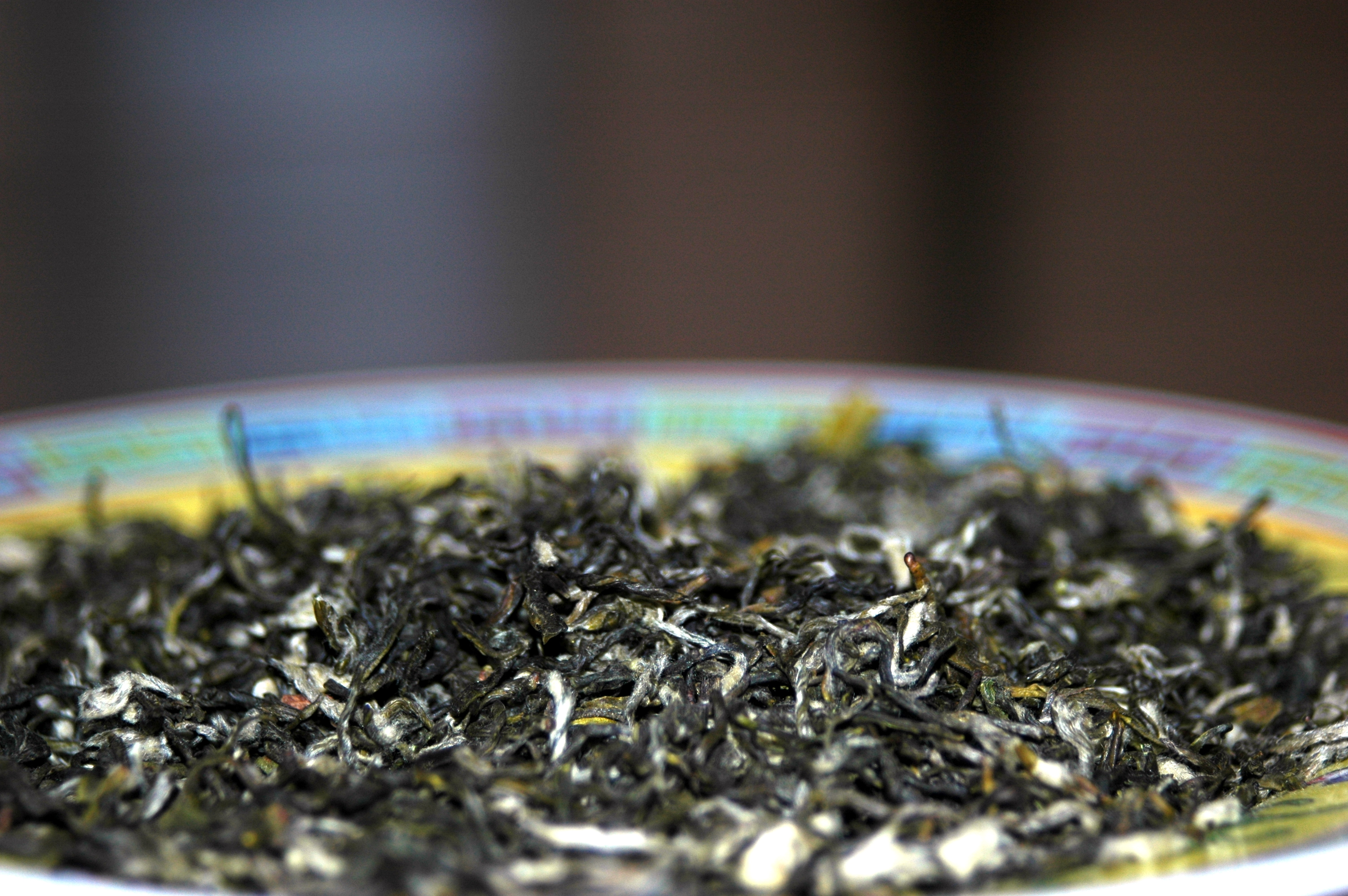
thé Bi Luo Chun

Le Biluochun (chinois : 碧螺春 ; pinyin : bìluó chūn) est un thé vert originaire de la province du Jiangsu en République populaire de Chine.

## Appellation
Il est récolté en mars (« Chun » signifie printemps). 
Biluo (碧螺) est un terme pour désigner un chignon torsadé des jeunes filles.